# Дюрренрот
Дюрренрот (нем. Dürrenroth) — коммуна в Швейцарии, в кантоне Берн. 
Входит в состав округа Траксельвальд. Население составляет 1031 человек (на 31 декабря 2006 года). Официальный код — 0952.